# Indianapolis 500 1999
Das 83. Indianapolis 500 (offiziell 83th Running of the Indianapolis 500) auf dem Indianapolis Motor Speedway fand am 30. Mai 1999 statt und ging über eine Distanz von 200 Runden à 4,023 km, was einer Gesamtdistanz von 804,672 km entspricht.

## Startaufstellung
| Reihe | Innen | Innen            | Mitte | Mitte          | Außen | Außen                 |
| ----- | ----- | ---------------- | ----- | -------------- | ----- | --------------------- |
| 1     | 5     | Arie Luyendyk    | 2     | Greg Ray       | 11    | Billy Boat            |
| 2     | 32    | Robby Gordon     | 28    | Mark Dismore   | 8     | Scott Sharp           |
| 3     | 99    | Sam Schmidt      | 14    | Kenny Brack    | 4     | Scott Goodyear        |
| 4     | 54    | Hideshi Matsuda  | 9     | Davey Hamilton | 42    | John Hollansworth jr. |
| 5     | 35    | Steve Knapp      | 21    | Jeff Ward      | 20    | Tyce Carlson          |
| 6     | 51    | Eddie Cheever    | 81    | Robby Unser    | 6     | Eliseo Salazar        |
| 7     | 98    | Donnie Beechler  | 19    | Stan Wattles   | 96    | Jeret Schroeder       |
| 8     | 91    | Buddy Lazier     | 33    | Roberto Moreno | 22    | Tony Stewart          |
| 9     | 50    | Roberto Guerrero | 12    | Buzz Calkins   | 55    | Robby McGehee         |
| 10    | 30    | Jimmy Kite       | 52    | Wim Eyckmans   | 92    | Johnny Unser          |
| 11    | 17    | Jack Miller      | 84    | Robbie Buhl    | 3     | Raul Boesel           |

## Klassifikationen

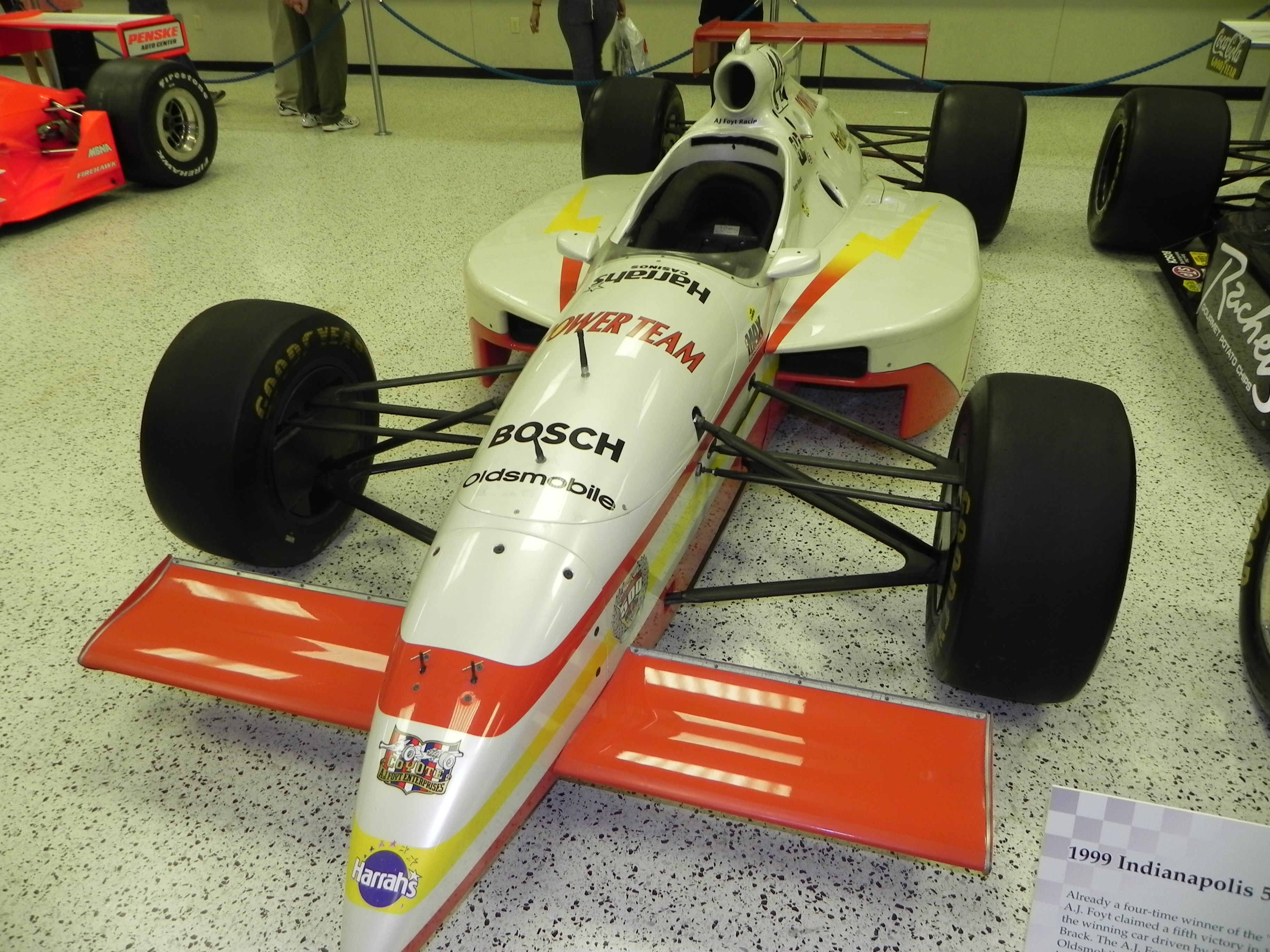
Das Siegerauto von Kenny Brack

### Endresultat
| Pos. | Nr. | Fahrer                    | Team                   | Chassis       | Motor      | R. | Runden/Ausfall | Führungsrunden | Start |
| ---- | --- | ------------------------- | ---------------------- | ------------- | ---------- | -- | -------------- | -------------- | ----- |
| 1    | 14  | Kenny Bräck               | A. J. Foyt Enterprises | Dallara       | Oldsmobile | G  | 200            | 66             | 8     |
| 2    | 21  | Jeff Ward                 | Pagan Racing           | Dallara       | Oldsmobile | G  | 200            | 3              | 14    |
| 3    | 11  | Billy Boat                | A. J. Foyt Enterprises | Dallara       | Oldsmobile | G  | 200            |                | 3     |
| 4    | 32  | Robby Gordon              | Team Menard            | Dallara       | Oldsmobile | F  | 200            | 28             | 4     |
| 5    | 55  | Robby McGehee (R)         | Conti Racing           | Dallara       | Oldsmobile | F  | 199            |                | 27    |
| 6    | 84  | Robbie Buhl               | A. J. Foyt Enterprises | Dallara       | Oldsmobile | G  | 199            |                | 32    |
| 7    | 91  | Buddy Lazier (W)          | Hemelgarn Racing       | Dallara       | Oldsmobile | G  | 198            |                | 22    |
| 8    | 81  | Robby Unser               | Team Pelfrey           | Dallara       | Oldsmobile | F  | 197            |                | 17    |
| 9    | 22  | Tony Stewart              | Tri-Star Motorsports   | Dallara       | Oldsmobile | G  | 196            |                | 24    |
| 10   | 54  | Hideshi Matsuda           | Beck Motorsports       | Dallara       | Oldsmobile | F  | 196            |                | 10    |
| 11   | 9   | Davey Hamilton            | Galles Racing          | Dallara       | Oldsmobile | G  | 196            |                | 11    |
| 12   | 3   | Raul Boesel               | Brant Racing           | Riley & Scott | Oldsmobile | G  | 195            |                | 33    |
| 13   | 42  | John Hollansworth jr. (R) | TeamXtreme             | Dallara       | Oldsmobile | F  | 192            |                | 12    |
| 14   | 20  | Tyce Carlson              | Blueprint/Immke Racing | Dallara       | Oldsmobile | F  | 190            |                | 15    |
| 15   | 96  | Jeret Schroeder (R)       | Cobb Racing            | Dallara       | Infiniti   | F  | Motor          |                | 21    |
| 16   | 28  | Mark Dismore              | Kelley Racing          | Dallara       | Oldsmobile | G  | Unfall         |                | 5     |
| 17   | 19  | Stan Wattles              | Metro Racing           | Dallara       | Oldsmobile | G  | 147            |                | 20    |
| 18   | 51  | Eddie Cheever (W)         | Team Cheever           | Dallara       | Infiniti   | G  | Motor          | 4              | 16    |
| 19   | 12  | Buzz Calkins              | Bradley Motorsports    | G-Force       | Oldsmobile | F  | 133            |                | 26    |
| 20   | 33  | Roberto Moreno            | Truscelli Team Racing  | G-Force       | Oldsmobile | G  | Antrieb        |                | 23    |
| 21   | 2   | Greg Ray                  | Team Menard            | Dallara       | Oldsmobile | F  | Unfall         | 32             | 2     |
| 22   | 5   | Arie Luyendyk (W)         | Treadway Racing        | G-Force       | Oldsmobile | F  | Unfall         | 63             | 1     |
| 23   | 52  | Wim Eyckmans (R)          | Team Cheever           | Dallara       | Oldsmobile | G  | Steuerkette    |                | 29    |
| 24   | 30  | Jimmy Kite                | McCormack Motorsports  | G-Force       | Oldsmobile | F  | Motor          |                | 28    |
| 25   | 50  | Roberto Guerrero          | Cobb Racing            | G-Force       | Infiniti   | F  | Motor          |                | 25    |
| 26   | 35  | Steve Knapp               | ISM Racing             | G-Force       | Oldsmobile | G  | Aufgabe        |                | 13    |
| 27   | 4   | Scott Goodyear            | Panther Racing         | G-Force       | Oldsmobile | G  | Motor          |                | 9     |
| 28   | 8   | Scott Sharp               | Kelley Racing          | Dallara       | Oldsmobile | G  | Antrieb        |                | 6     |
| 29   | 98  | Donnie Beechler           | Cahill Racing          | Dallara       | Oldsmobile | F  | Motor          |                | 9     |
| 30   | 99  | Sam Schmidt               | Treadway Racing        | G-Force       | Oldsmobile | F  | Unfall         | 4              | 7     |
| 31   | 17  | Jack Miller               | Tri-Star Motorsports   | Dallara       | Oldsmobile | G  | Kupplung       |                | 31    |
| 32   | 92  | Johnny Unser              | Hemelgarn Racing       | Dallara       | Oldsmobile | G  | Bremsen        |                | 30    |
| 33   | 6   | Eliseo Salazar            | Nienhouse Motorsports  | G-Force       | Oldsmobile | F  | Unfall         |                | 18    |

(R) Rookie / (W) früherer Gewinner G Goodyear Reifen F Firestone Reifen / Gelbphasen: 8 für 42 Runden